# Luigi Hartman
Luigi Hartman (Chiavenna, 1807 – Torino, 1884) è stato un pittore italiano attivo principalmente in Canton Ticino e Piemonte.

## Biografia
Hartman compì gli studi all'Accademia di belle arti di Brera a Milano intorno al 1830, avendo come maestro Luigi Sabatelli che gli indicò i canoni dello storicismo preromantico. In seguito il comune di Chiavenna sostenne economicamente i suoi studi di perfezionamento presso Tommaso Minardi a Roma, da cui trasse ispirazione per l'attività pittorica.
Intorno al 1850 si trasferì a Torino e fino al 1877 operando in Piemonte, dove affrescò principalmente soggetti sacri nei luoghi di culto, collaborando sovente con i fratelli Rodolfo e Paolo Emilio Morgari..  Fu inoltre docente presso l'Istituto di Belle Arti di Vercelli.

## Opere principali
- Cattedrale di San Lorenzo ad Alba, 1871.[3]
- Duomo di Fossano[4]
- Cattedrale di San Donato a Mondovì.[5]
- Santuario di Vicoforte, Due suore che offrono il cuore alla Madonna, quadro a olio.[6]
- Chiesa di Maria Vergine Assunta a Carrù, affreschi dell'empireo, con Paolo Emilio Morgari e Molineris.[7]
- Chiesa di San Secondo a Govone, Processo e martirio dei Santi Secondo e Bonifacio, 1873- 1874.[3]
- Chiesa di San Pantaleo a Cortemilia[8]
- Sacro Monte Calvario di Domodossola, intonaci e affreschi  nella cappella V Cireneo porta la croce la Calvario[9]
- Chiesa di San Giuliano a Barbania.